# Berchères-les-Pierres
Berchères-les-Pierres è un comune francese di 990 abitanti situato nel dipartimento dell'Eure-et-Loir nella regione del Centro-Valle della Loira.

## Società

### Evoluzione demografica
Abitanti censiti